# Gyptian

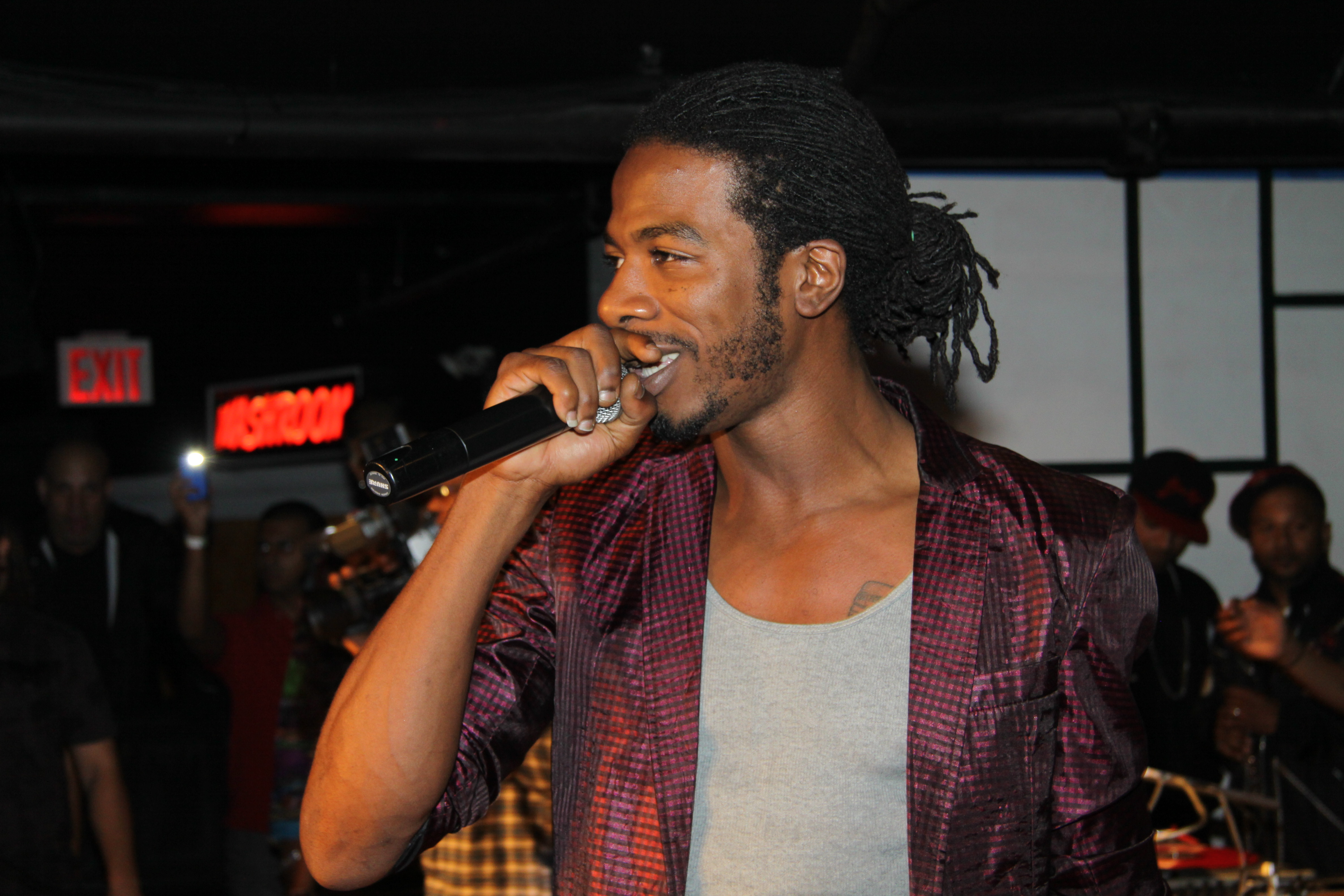
Gyptian (2010)

Gyptian (* 25. Oktober 1983 im Saint Andrew Parish als Windel Beneto Edwards) ist ein jamaikanischer Reggae-Sänger.

## Leben und Karriere
Edwards wuchs bei seinen Eltern im ländlichen King Weston District auf. Sein Vater, ein Rastafari, brachte ihn früh in Kontakt mit seiner Kultur und Musik, während seine Mutter, die Siebenten-Tags-Adventistin ist, ihn als Kind mit in die Kirche nahm und dort früh sein Gesangstalent bemerkte. Mit seinem Vater, der selbst zeitweise im Musikgeschäft tätig war, lernte er als junger Mann den Produzenten Ravin Wong aus Portmore kennen.
In Wongs Studio nahm Gyptian seine 2005 erschienene Debüt-Single Serious Times auf. Der Song kombiniert „hypnotische Nyahbinghi Drums“ (David Jeffries, Allmusic) mit einem Text, der zu einem Ende von Gewalt und Verbrechen aufruft. Der Song wurde in Jamaika ein Nummer-eins-Hit und machte Gyptian auf einen Schlag bekannt. In der Folge erhielt er zahlreiche Angebote von verschiedenen Produzenten, die mit ihm arbeiten wollten, Gyptian lehnte aber vieles ab, unter anderem weil er etwa mit Gun Talk nichts zu tun haben wollte.
Sein Debüt-Album My Name Is Gyptian erschien 2006 bei VP Records und bot eine Mischung aus modernem Roots Reggae und Lovers Rock. Im Jahr 2008 folgte I Can Feel Your Pain mit stärkerem Contemporary-R&B-Einfluss.
2010 landete er mit Hold You (Hold Yuh) wieder einen Hit, mehrere Remixe und das ebenfalls Hold You betitelte Album folgten. Der Song und das Album wurden auch internationale Erfolge. Nachdem I Can Feel Your Pain sich bereits in den Top 10 der US-amerikanischen Billboard-Reggae-Album-Charts platzieren konnte, erreichte Gyptian mit Hold You nicht nur Platz 2 in den Reggae-Album-Charts, sondern auch einen 186. Platz in den allgemeinen Billboard-200-Albumcharts. Die Single schaffte es bis auf Platz 16 der britischen Singlecharts und auf Platz 77 der Billboard Hot 100. Am 20. Oktober 2010 gewann Gyptian in Großbritannien bei der Verleihung der MOBO Awards den Preis in der Kategorie Best Reggae Act, am 10. November 2010 erhielt er in den USA den Soul Train Music Award als Best Reggae Artist 2010.

## Diskographie (Auswahl)
- My Name Is Gyptian (2006, VP Records)
- I Can Feel Your Pain (2008, VP Records)
- Revelations (2010, Flava McGregor Records)
- Hold You (2010, VP Records) (Remix featuring Nicki Minaj)
- Choices (2011, Kingston Records)
- Sex, Love & Reggae (2013, VP Records)
- Wine Slow (2013, Single, UK: Silber)
- Gyptian: Romantic Playlist (2015, FM Records LLC)